# Coronellina fagei
Coronellina fagei is een mosdiertjessoort uit de familie van de Microporidae. De wetenschappelijke naam van de soort is voor het eerst geldig gepubliceerd in 1962 door Gautier.